# Alan Ogg
Raymond Alan Ogg (Lancaster, Ohio; 5 de julio de 1967 - Birmingham, Alabama; 1 de noviembre de 2009) fue un jugador de baloncesto estadounidense que jugó en tres temporadas diferentes en la NBA, además de hacerlo en Puerto Rico, en la CBA y en Alemania. Con 2,18 metros de estatura, lo hacía en la posición de pívot.

## Trayectoria deportiva

### Universidad
Jugó durante cuatro temporadas con los Blazers de la Universidad de Alabama en Birmingham, en las que promedió 6,4 puntos, 4,2 rebotes y 2,2 tapones por partido. Es el jugador de los Blazers que más tapones ha puesto en l historia del equipo, con 266, logrando una récord de 12 en un partido ante Florida A&M. En su última temporada fue incluido en el segundo mejor quinteto de la Sun Belt Conference.

#### Estadísticas
| Año     | Equipo | PJ  | PT | MPP  | %TC  | %3P | %TL  | RPP | APP | ROB | TPP | PPP  |
| ------- | ------ | --- | -- | ---- | ---- | --- | ---- | --- | --- | --- | --- | ---- |
| 1986–87 | UAB    | 31  | -  | 10.6 | .456 | -   | .625 | 2.4 | 0.0 | 0.4 | 1.0 | 2.3  |
| 1987–88 | UAB    | 27  | -  | 8.6  | .480 | -   | .733 | 1.8 | 0.0 | 0.0 | 0.6 | 2.2  |
| 1988–89 | UAB    | 34  | -  | 26.3 | .573 | -   | .712 | 6.1 | 0.7 | 0.5 | 3.8 | 9.8  |
| 1989–90 | UAB    | 31  | -  | 23.0 | .591 | -   | .672 | 6.2 | 0.7 | 0.3 | 2.9 | 10.5 |
| Total   | Total  | 123 | -  | 17.6 | .559 | -   | .689 | 4.2 | 0.4 | 0.3 | 2.2 | 6.4  |

### Profesional
Tras no ser elegido en el 1990, fichó por los Miami Heat como agente libre, donde jugó dos temporadas como suplente de Rony Seikaly, promediando en la segunda de ellas, la mejor de las dos, 2,5 puntos y 1,7 rebotes por partido.
Tras ser despedido, jugó en la CBA hasta que fue reclamado por los Milwaukee Bucks mediada la temporada 1992-93, con los que firmó dos contratos de diez días de duración. Disputó únicamente tres partidos, en los que promedió 2,7 puntos y 2,0 rebotes. Tras no ser renovado, fichó dos meses después por Washington Bullets, con los que disputó otros tres partidos, promediando 1,7 puntos y 1,3 rebotes.
Regresó a la CBA, donde jugó tres temporadas, hasta que en 1996 fichó por el Brose Baskets alemán, y en 1998 por los Piratas de Quebradillas de la liga de Puerto Rico, con los que jugó 10 partidos, en los que promedió 6,6 puntos y 8,0 rebotes.
Falleció en 2009, a los 42 años de edad, víctima de una infección de staphylococcus.

## Estadísticas de su carrera en la NBA

### Temporada regular
| Año     | Equipo     | PJ | PT | MPP | %TC  | %3P  | %TL   | RPP | APP | ROB | TPP | PPP |
| ------- | ---------- | -- | -- | --- | ---- | ---- | ----- | --- | --- | --- | --- | --- |
| 1990–91 | Miami      | 31 | 1  | 8.4 | .436 | .000 | .600  | 1.6 | 0.1 | 0.2 | 0.9 | 1.7 |
| 1991–92 | Miami      | 43 | 0  | 8.5 | .548 | .000 | .533  | 1.7 | 0.2 | 0.1 | 0.7 | 2.5 |
| 1992–93 | Milwaukee  | 3  | 0  | 8.7 | .333 | .000 | 1.000 | 2.0 | 1.3 | 0.3 | 1.0 | 2.7 |
| 1992–93 | Washington | 3  | 0  | 1.0 | .500 | .000 | .500  | 1.3 | 0.0 | 0.0 | 0.0 | 1.7 |
| Total   | Total      | 80 | 1  | 8.2 | .493 | .000 | .568  | 1.7 | 0.2 | 0.2 | 0.7 | 2.2 |

### Playoffs
| Año   | Equipo | PJ | PT | MPP | %TC  | %3P  | %TL  | RPP | APP | ROB | TPP | PPP |
| ----- | ------ | -- | -- | --- | ---- | ---- | ---- | --- | --- | --- | --- | --- |
| 1992  | Miami  | 3  | 0  | 5.0 | .333 | .000 | .500 | 0.3 | 0.0 | 0.3 | 1.0 | 1.0 |
| Total | Total  | 3  | 0  | 5.0 | .333 | .000 | .500 | 0.3 | 0.0 | 0.3 | 1.0 | 1.0 |